# Coifură

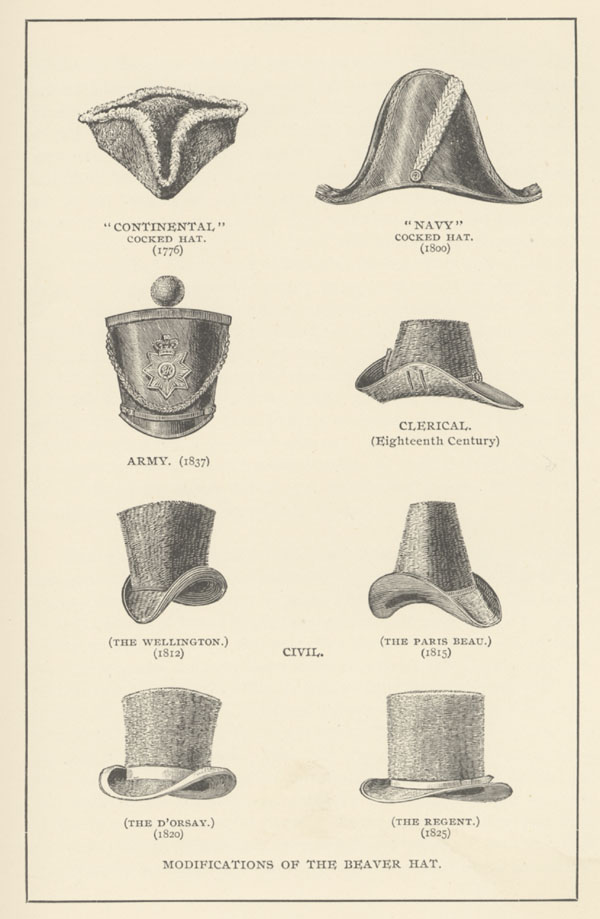
Coifuri civile și militare din secolele XVIII și XIX.

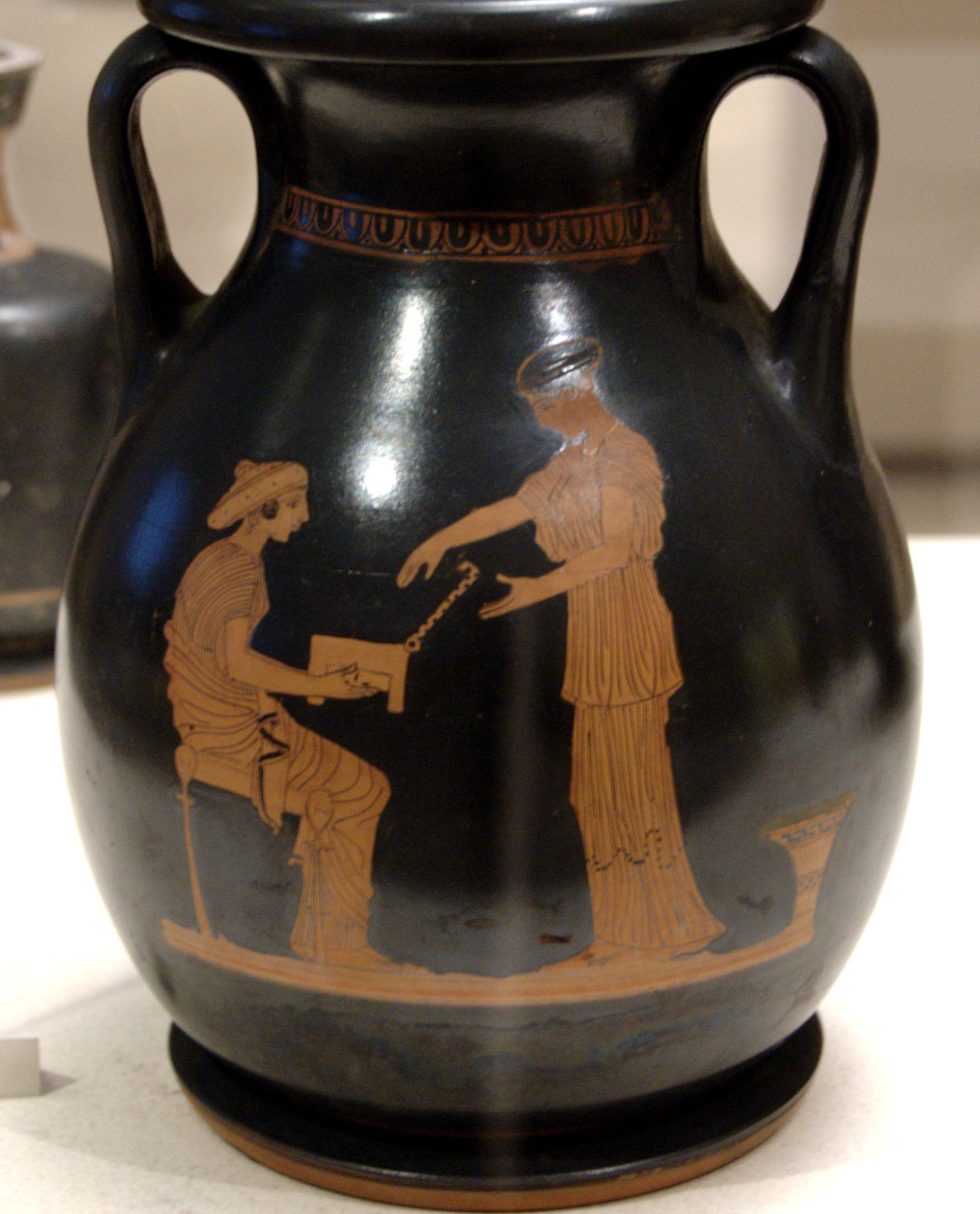
O femeie cu pălărie. Relicvă antică grecească din 440-430 î.Hr., din Nola, Italia. Musée du Petit Palais, Paris.

Coifură este un  termen care desemnează în mod generic obiectele folosite pentru acoperirea capului, indiferent de motiv: protecție împotriva anumitor elemente, pentru motive religioase sau ceremoniale, pentru siguranță sau ca un accesoriu de modă.  În trecut, pălăriile au fost un indicator al statutului social. În armată, acestea pot indica naționalitatea, filiala de servicii, rang și/sau de regiment.

## Istoric
Una dintre primele imagini în care apare un obiect folosit pentru acoperirea capului este un tablou dintr-un mormânt din Teba, care arată un om purtând o pălărie de paie. Alte coifuri timpurii au fost pileusul, o simplă căciulă; boneta frigiană, purtată de sclavi eliberați din Grecia și Roma și petasosul grec, prima pălărie cu margine cunoscută. Femeile purtau voaluri, baticuri, glugi, bonete ș.a. 
În prima jumătate a secolului al XIX-lea, femeile purtau bonete care au devenit treptat tot mai mari, decorate cu panglici, flori, pene și ornamente de tifon. Până la sfârșitul secolului, multe alte stiluri au fost introduse, printre care pălării umplute, lărgite, coroane plate, cu ghiveci de flori și tocă. Pe la mijlocul anilor 1930, atunci când femeile au început să poarte părul tăiat scurt, ele au ales pălării ce îmbrățișau capul ca un coif. Acestea au fost cunoscute ca "pălăriile coif".

## Stiluri de coifură
| Imagine        | Nume                    | Descriere |
| -------------- | ----------------------- | --- |
| Bowler / Derby | Melon                   | Gambeta, în engleză bowler hat sau derby (SUA) și billycock, bob hat sau bombín (Spania), este o pălărie tare de fetru cu calota rotundă și bombată și cu boruri înguste întoarse în sus, creată de pălărierii londonezi Thomas și William Bowler în 1849. |
|                | Caschetă Ascot          | Caschetă dură pentru bărbați, similară cu cascheta plată, dar se distinge prin duritatea și forma sa rotunjită. |
|                | Akubra                  | Pǎlǎrie australianǎ din fetru cu borul lat. |
|                | Ayam                    | O bonetǎ coreanǎ tradiționalǎ de iarnǎ purtatǎ în general de femei în perioada Joseon (1392 – 1910). |
|                | Cagulă                  | O formǎ de coifurǎ ce acoperă în întregime capul, lǎsând expusǎ doar fața, partea superioarǎ a feței sau uneori doar ochii. Mai este cunoscutǎ și sub numele de mascǎ de schi. |
|                | Bonetǎ Balmoral         | Bonetǎ scoțianǎ tradiționalǎ ce face parte din costumul tradițional al scoțienilor. |
|                | Barretina               | Un stil tradițional, iar în culoarea roșie este cunoscută, în prezent, ca un simbol al identității catalanilor. Este purtată cu vârful în lateral. |
|                | Șapcă                   | Un tip de coifură simplă cu un cozoroc lung, tare și de regulă curbat. |
|                | Beanie                  | O coifură fără boruri, cu sau fără cozoroc, pe vremuri populară în rândul școlarilor. Uneori include o elice în vârf. În Canada, Noua Zeelandă, Australia, Statele Unite și Marea Britanie, termenul "beanie" mai poate reprezenta și coifura tricotată 'tuque', prezentată mai jos. |
|                | Bearskin                | Coifură militară înaltă, mițoasă, componentă a uniformei specifice grenadierilor sau regimentelor de gardă (de exemplu, Brigada Gărzilor britanice), proiectată pentru a proteja infanteria de gardă împotriva loviturilor de sabie. Poate fi observată de regulă la gărzile de la Palatul Buckingham și de la alte palate regale.                                                                                |
|                | Beretă                  | |
|                | Bicorn                  | Coifură militară cu două părți laterale ascuțite („coarne”). |
|                | Biretta                 | O pălărie de formă ascuțită, cu trei sau patru laturi, purtată de membrii clerului catolic sau, uneori, anglican și luteran. |
|                | Canotieră               | Pălărie de pai plată și cu boruri plate, purtată înainte de marinari și utilizată în prezent la regatele din timpul verii sau la garden-party. |
|                | Pălărie de campanie     | O pălărie de pâslă cu un bor larg sau o pălărie de paie, cu o coroană înaltă, ‘ciupită’ simetric în patru colțuri (”cuta Montana”). |
|                | Caschetă                | Șapcă joasă purtată de obicei de cicliști. |
|                | Caubeen                 | Beretă irlandeză. |
|                | Chullo                  | Căciulă cu urechi tradițională din Peru sau Bolivia confecționată din lână de vicuña, alpaca, lama sau oaie. |
|                | Chupalla                | Pălărie din Chile. |
|                | Pălărie clopot          | Pălărie de damă în formă de clopot la modă în anii 1920. |
|                | Șapcă de cricket        | Șapcă moale folosită în mod tradițional de jucatorii de crichet. |
|                | Pălărie asiatică conică | |
|                | Pălărie de cowboy       | Pălărie înaltă cu boruri largi, cu o bandă anti-transpirație cn interior și cu o bandă decorativă la exterior. Este personalizată prin înfundarea calotei și îndoirea borurilor. |
|                | Panama                  | Pălărie tradițională de paie cu boruri largi de origine ecuadoriană. |
|                | Deerstalker             | Șapca deerstalker (tradus literal șapcă pentru pândă de cerbi) este un tip de pălărie care se poartă în special în zonele rurale, adesea la vânătoare de căprioare. Din cauza asocierii populare a șepcii cu Sherlock Holmes, ea a devenit o pălărie stereotipă pentru un detectiv. |
|                | Fedora                  | O pălărie îndoită de-a lungul pe partea de sus și strâmtată în față și pe părțile laterale. |
|                | Fes                     | Coifură din fetru roșu în formă de trunchi de con. |
|                | Keffiyeh                | |
|                | Kippah                  | |
|                | Rogatywka               | Chipiu cu vârf, asimetric cu patru colțuri, folosit de diferite formațiuni militare poloneze de-a lungul anilor. |
|                | Casca de protectie      | Cască folosită pe șantiere sau la alte locuri de muncă pentru a proteja capul fie de obiecte ce pot cădea de la înălțime, fie de intemperii. |
|                | Montera                 | Un fel de căciulă împletită purtată de toreadori. |
|                | Bonetă frigiană         | Bonetă de formă conică, moale, cu vârful îndoit înspre înainte. În sculptură, pictură sau în caricaturi reprezintă libertatea. |
|                | Šajkača                 | Pălăria națională a sârbilor. |
|                | Salakot                 | O pălărie traditițonală din Filipine. |
|                | Sombrero                | În țările vorbitoare de limba engleză, cuvântul sombrero se referă, de obicei, la un tip de pălărie originară în Mexic. Cuvântul englez sombrero este împrumutat din limba spaniolă, unde termenul este folosit pentru orice pălărie cu margine. De obicei, Sombrero-urile au o coroană înaltă și o margine foarte întinsă care poate fi puțin îndoită folosită pentru a se proteja de soarele fierbinte mexican. |
|                | Beretă de student       | O beretă purtată de studenți în mai multe țări europeme. |
|                | Tam o' Shanter          | O pălărie de lână din Scoția purtată la început de bărbați. |
|                | Joben                   | O pălărie înaltă, cu vârf plat, cilindrică purtată de bărbați în secolul 19 și devreme în secolul 20, acum purtată doar cu haine de dimineață sau seară. |
|                | Tricorn                 | Pălărie moale, cu bor larg, prins în trei locuri de calotă, ceea ce îi dă o formă triunghiulară. |
|                | Turban                  | Acoperǎmânt alcǎtuit dintr-o singurǎ fâșie de pânzǎ înfǎșuratǎ fie în jurul capului, fie în jurul unui suport. |
|                | Pălărie tiroliană       | O pălărie de fetru purtată în Alpi. |
|                | Ușanka                  | Căciulă rusească de blană cu urechi. |
|                | Vueltiao                | O pălărie Columbiană țesută și cusută cu împletituri negre și kaki de palmier uscat cu figurine indigene. |
|                | Zucchetto               | Coifurǎ purtată de clerici. Ea este albă pentru papă, roșie pentru cardinali, purpurie pentru episcopi și neagră pentru preoți. |
|                | Mitră                   | Un acoperământ pentru cap de origine veche-persană, confecționat din țesături fine, cu broderii cu fir metalic și aplicații de pietre prețioase, purtat de arhierei și de unii arhimandriți și arhiprezbiteri, la slujbele religioase. |